# 埼玉県立熊谷商業高等学校
埼玉県立熊谷商業高等学校（さいたまけんりつ くまがやしょうぎょうこうとうがっこう）は埼玉県熊谷市広瀬に所在する公立の商業高等学校。通称、熊商（くましょう）。

## 設置学科
- 総合ビジネス科

## 沿革
- 1920年（大正9年） - 熊谷町立熊谷商業学校を熊谷男子尋常小学校内に設立
- 1966年（昭和41年）4月1日 - 埼玉県立熊谷商工高等学校より工業各学科を分離し現校名に改称
- 2020年（令和2年） - 商業科と情報処理科を統合し総合ビジネス科とする

## クラブ
卓球部
1967年の第22回国民体育大会での優勝を契機に強化が進められ、1970年代から1980年代にかけて9回のインターハイ優勝歴がある。
軟式野球部
1993年（平成5年）度、1994年（平成6年）度に全国高等学校軟式野球選手権埼玉県大会を連覇。同年秋季大会、1996年（平成8年）度春季大会と4学年連続で関東大会出場を果たし、通算1勝を挙げている。（現在は廃部）
硬式野球部
硬式野球部は前身の熊谷商工時代を含め1960年代から1980年代にかけて甲子園へ6回（夏5回、春1回）出場の実績があり、1964年夏（第46回）と1970年夏（第52回）ではベスト8に進出した。1985年春（第57回）に出場（原口哲也とゴルゴ松本が在籍）したのを最後に甲子園からは遠ざかっている。

## 著名な卒業生
- 森村誠一（作家）
- 鶴間政行（放送作家）
- 関口正巳（野球）
- 君波隆祥（野球）
- 原口哲也（野球）
- 栗原雅樹（ゴルフ）
- 渋谷浩（卓球）
- 渡辺武弘（卓球）
- 斎藤清 (卓球選手)
- 岩崎清信（卓球）
- 曽根康治（柔道）
- ゴルゴ松本（TIM）

## 交通
- ひろせ野鳥の森駅より徒歩約10分
- 熊谷市内循環ゆうゆうバスさくら号：熊谷商業高校入口停留所下車徒歩10分